# Contre-culture
Pour l’article ayant un titre homophone, voir Kontre Kulture.
Une contre-culture, aussi orthographié contreculture, est un mouvement culturel contestataire. Il peut en exister plusieurs simultanément au sein d'une même société.

## Étymologie et usages
Ce néologisme est généralement attribué au sociologue Theodore Roszak, qui publie en 1969 Naissance d'une contre-culture. On trouve cependant le terme « contraculture » sous la plume de John Milton Yinger (en) en 1960 dans la American Sociological Review éditée par l'association américaine de sociologie. Yinger publie en 1982 Countercultures: The Promise and Peril of a World Turned Upside Down.
Dans le domaine des études culturelles (Cultural Studies), une contre-culture se définit comme une sous-culture partagée par un groupe d'individus se distinguant par une opposition consciente et délibérée à la culture dominante.
Selon le sociologue britannique Dick Hebdige « aucune sous-culture n’échappe au cycle qui mène de l’opposition à la banalisation, de la résistance à la récupération ».
On ne peut définir le terme de contre-culture sans se référer à la polysémie du concept de culture, entendue comme « l'ensemble des connaissances, des savoir-faire, des traditions, des coutumes, propres à un groupe humain, à une civilisation[, qui] se transmet socialement, de génération en génération et non par l'héritage génétique, et conditionne en grande partie les comportements individuels »[réf. nécessaire].
Si la culture populaire se réfère à la tradition, à l’héritage, le terme contre-culture se définirait plus comme un phénomène émergeant d'une opposition à la culture dominante, formée d’éléments de la culture populaire.

Pour Roszak, la contre-culture se base sur des principes rejetant la « culture typique » ou la « culture majoritaire » grâce à un ensemble de valeurs, de codes, de manifestations culturelles et artistiques. 
Le terme « contre-culture » désigne l’ensemble des cultures « alternatives » des jeunes de la classe moyenne – les hippies, les « flower children », les yippies – ayant émergé au cours des années 1960 et connu leur apogée pendant la période 1967-1970. Comme le soulignent Hall et al. (1976), la contre-culture peut être distinguée des sous-cultures [...] par la forme explicitement politique et idéologique de son opposition à la culture dominante (intervention politique, philosophie cohérente, rédaction de manifeste, etc.), par la création d’institutions « alternatives » (presse underground, communes, coopératives, boulots alternatifs, etc.). 

### Critiques du concept
Le concept a été soumis à un certain nombre de critiques. Ainsi, pour le chercheur en sciences sociales Peter Clecak le fait d'identifier l'idéologie contre-culturelle à un mouvement de jeunes hippies blancs et bourgeois est une manière étriquée de comprendre le phénomène. Un des présupposés de cette idéologie repose sur l'idée de former une communauté alternative (basée par exemple sur le partage de certains goûts musicaux), mais révèle une « vision relativement idéaliste et romancée du changement social » voire une idée romantique de celui-ci qui a pu voir le jour dans les écrits de la fin des années 1960 et au début des années 1970. A contrario, peu de preuves empiriques vont dans le sens de l’idée selon laquelle les sous-cultures comme le punk ou le goth étaient uniquement constituées de membres de la classe ouvrière, leurs membres ne pouvant être assignés à une classe sociale unique. En effet, les personnes se réclamant de cette idéologie appartenaient à une grande variété de groupes sociaux et culturels. Pour Clecak, le terme contre-culture relèverait plus d'un mot fourre-tout, car il se réfère à un grand nombre d'activités et d'idéologies qui a peut-être fédéré les aspirations d'une jeunesse en une voie commune, mais seulement pendant une brève période (la fin des années 1960). La contre-culture a vu naître un large éventail de groupes différents qui ont ainsi pu trouver le moyen d'exprimer leurs identités et de « trouver des formes symboliques pour leurs mécontentements et espoirs sociaux et spirituels ».
De plus, Sheila Whiteley a pu monter que « les récents développements en théorie sociologique complexifient et problématisent des théories conçues dans les années 1960, et les technologies numériques par exemple donnent un nouvel élan au décryptage de la notion de contre-culture. » Selon Andy Bennett, « en dépit [des] critiques faites aux concepts de sous-culture et de contre-culture, la théorie sociale et culturelle a continué de les utiliser […] » de telle sorte qu’ils font désormais partie d’une « mémoire reçue et négociée ». Néanmoins, « la notion englobe l’utopique mais aussi le dystopique et, bien que des festivals comme ceux de Monterey (1967) et Woodstock (1969) y soient associés, le décès de personnalités aussi iconiques que Brian Jones, Jimi Hendrix, Jim Morrison ou Janis Joplin, le désordre nihiliste d’Altamont ou le spectre de Charles Manson jettent un voile sombre sur la question » .

Selon Heath et Potter, la contre-culture est un mythe contre-productif, qui propose de s’évader et d’échapper au conformisme, mais en offrant une solution trop radicale : « Rejeter la culture entière », pour « former une contre-culture fondée sur la liberté et l’individualité ». Dans leur ouvrage, ils énoncent l’idée que si des décennies de rébellion contre-culturelle n’ont rien changé, c’est parce que la théorie de la société sur laquelle repose l’idée contre-culturelle est fausse et ne propose aucun modèle de société viable. 
« Il y a une façon simple de formuler l'idée essentielle de la contre-culture : elle a aboli la distinction entre déviance et dissidence. [...] La liberté de résister à la tyrannie, de lutter contre une domination injuste, n'équivaut pas à la liberté de faire tout ce qu'on veut, de faire prévaloir ses propres intérêts. La contre-culture a systématiquement saboté cette distinction. »
Révolte consommée : le mythe de la contre-culture , de Joseph Heath et Andrew Potter

## Genèse
Dans les années 1970, le terme est utilisé pour caractériser l'explosion des mouvements contestataires de la jeunesse du monde libre envers la domination culturelle de la bourgeoisie. L'extrême gauche idéaliste et le maoïsme vont récupérer ces mouvements et l’insurrection des jeunes sera canalisée pour aboutir, en France aux Accords de Grenelle de 1968.
La conscience et la contestation du puritanisme sexuel, l'interdiction de l'avortement, entraînent des luttes pour la révolution sexuelle. Il s'agit de courants nés dans les années 1960 aux États-Unis (culture hippie notamment) et qui éclosent après Mai 68 en France.
En France, la contre-culture fut représentée par des organes de presse comme le magazine Actuel (première et deuxième époques), le quotidien Libération (première époque) puis Catalogue des Ressources, la librairie Parallèles, le Novamag et les Éditions Alternatives, les premières radios libres, les labels de musique indépendants, les Éditions des femmes, etc.
Selon l'époque, on peut aussi associer le terme contre-culture à divers mouvements ou tendances :
- La musique contestataire a eu un rôle majeur dans la diffusion de ces idées[15]. On peut citer en exemple le bebop, le free jazz, le chant de révolte, chanson engagée, le rock indépendant, le heavy metal, le punk rock, le reggae, le hip-hop, la techno avec le mouvement des free parties.

- On retrouve également la notion de contre-culture dans le cinéma underground et les arts de la rue. Elle est présente dans les comics underground.
- On peut voir dans l'activisme et le militantisme politique (le mouvement hippie, l’anarchisme, le féminisme) une forme de contre-culture.
- Cette forme de culture à recours à des moyens de communication alternatifs utilisant comme support le sticker, le tract ou flyer, les fanzines et les webzines, l'affichage politique ou culturel et ou encore les arts graphiques (les graffitis, la peinture murale, l'art postal).
- Le terme contre-culture peut également évoquer des mouvements underground comme la Beat Generation, le do it yourself, le mouvement freak, le mouvement punk, le mouvement skinhead, etc.

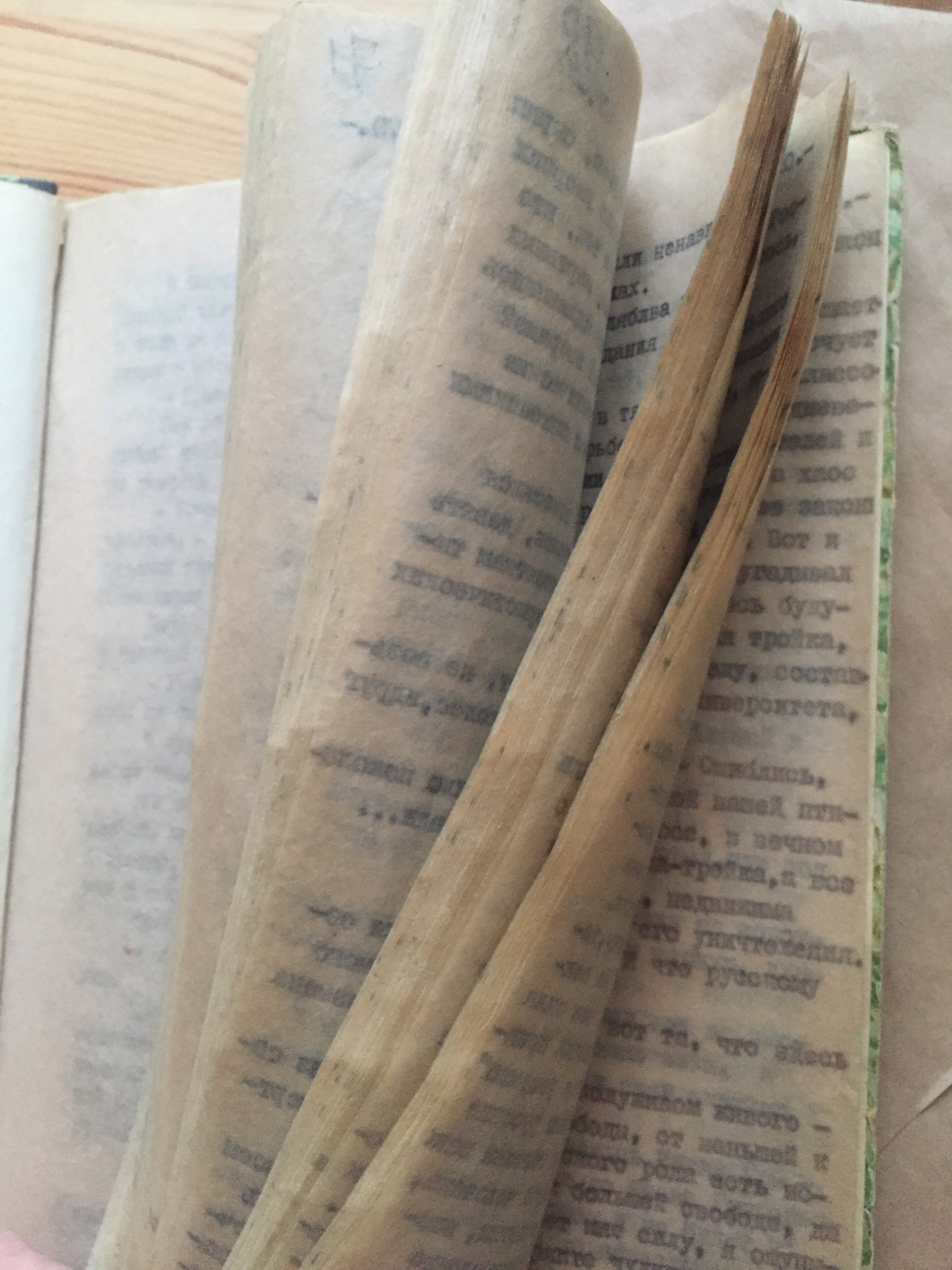
Presse dissidente.

## Histoire
Si l'on peut dater le début de ce mouvement à la publication de The True Believer en 1951, il prendra véritablement son essor quatre ans plus tard, en 1955, avec Rosa Parks et le Boycott des bus de Montgomery. 
C'est en 1960, avec l'élection de John Fitzgerald Kennedy, que ce mouvement s'amplifie réellement, culminant en 1968-1969 avant de décliner après la fin de la guerre du Viêt Nam en 1972-1973 et l'arrivée de Jimmy Carter à la Maison-Blanche en 1977. 
L'assassinat de John Lennon par Mark Chapman, le 8 décembre 1980, marque symboliquement la fin de cette période empreinte d'idéalisme. John Lennon était l'une des dernières grandes figures associées à ce mouvement, après les disparitions, dans les années précédentes, de Brian Jones, Jimi Hendrix, Janis Joplin, Jim Morrison et Phil Ochs.